# 乌鲁木齐快速公交
乌鲁木齐快速公交是中华人民共和国新疆乌鲁木齐市的快速公交系统（BRT）。其最早于2011年8月试运营，并于9月正式运营。现已通车10条线路。

## 运营线路

### BRT1
前身是2路公交。从火车南站始发沿途经由长江路、碾子沟、文化宫、红山、西虹路、明园、友好路、八楼、儿童公园、大西沟、大寨沟、高新街、小西沟、科学院、铁路局、二宫、财经大学、植物园、轴承厂最后到达终点站机械厂。可在红山与BRT71，在红山、西虹路、明园、友好路、八楼与BRT2，在轴承厂、 机械厂与BRT4，在二宫与快速公交6502路实现不出站换乘。共16.4千米，21站。

### BRT2
从银川路始发经由师范大学、医学院、八楼、友好路、明园、红山、西大桥、教育学院、北门、好家乡、兵团医院、星光花园、兵团医院分院最后到达红桥。可在红山、西虹路、明园、友好路、八楼与BRT1实现不出站换乘。共12.6千米，15站。

### BRT3（停运）
已于2019年7月13日停运，原线路从儿童公园始发经由医学院、师范大学、王家梁、移动公司、电信公司、南湖小区、劳动街、宏大广场、药材公司、北门、大十字（下行为人民广场）、南门、二道桥、延安路、新疆大学、三屯碑、乌管处最后到达陵园（下行为县水泥厂）。可在医学院、师范大学与BRT3实现不出站换乘。共12.7千米，19站。

### BRT4

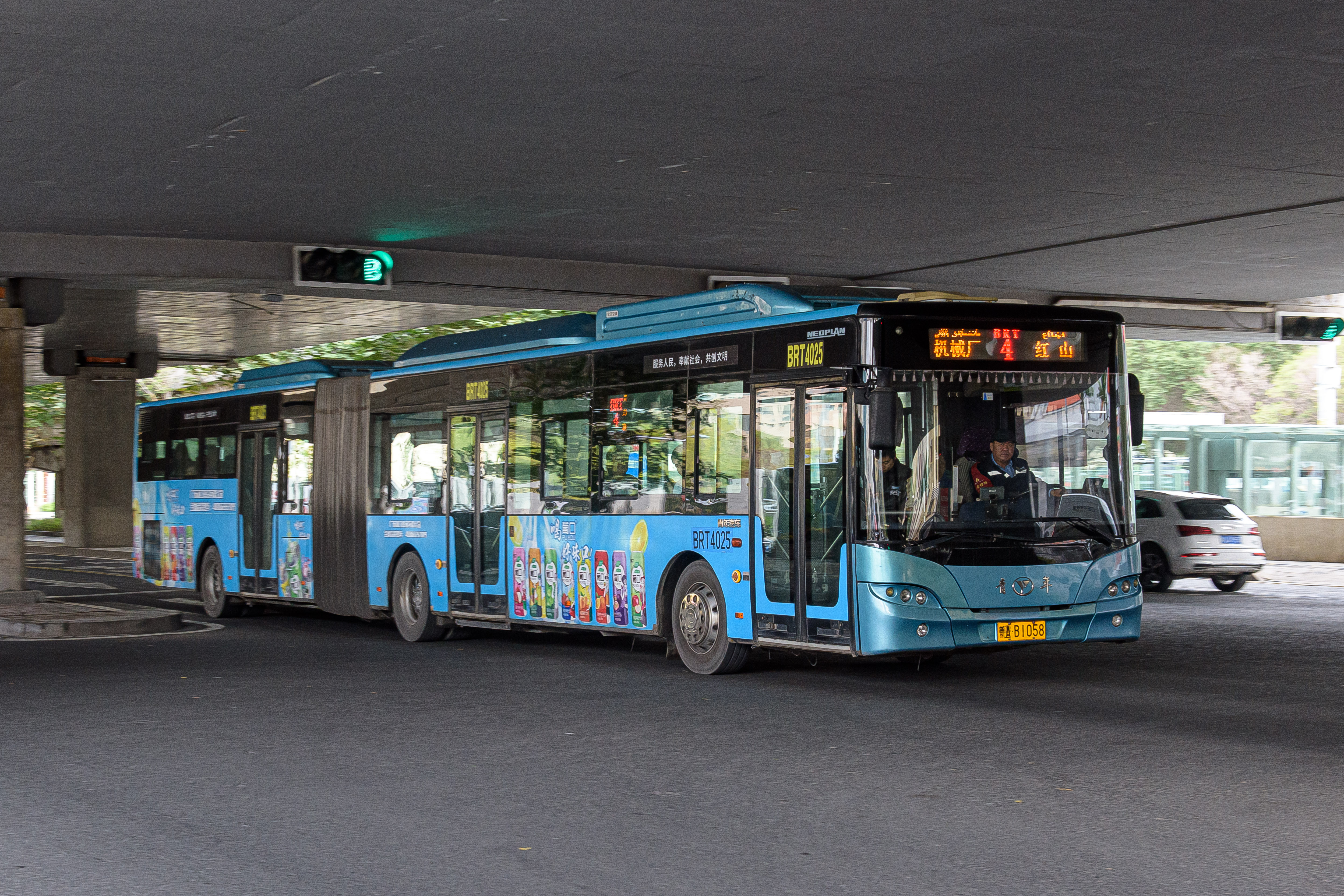
BRT4线用车

从机械厂始发经由轴承厂、植物园西、太原北路、上海路、厦门路、卫星广场、河南西路、阿勒泰路北、苏州西街、蜘蛛山、贵州路、嘉和园、阿勒泰路南、头宫、博物馆、明园西路、西虹西路最后到达红山。可在机械厂、轴承厂与BRT1，在红山站与BRT1、2、7号线支线，在卫星广场与快速公交6502路实现不出站换乘。共14.2千米，19站。

### BRT5（BRT502）

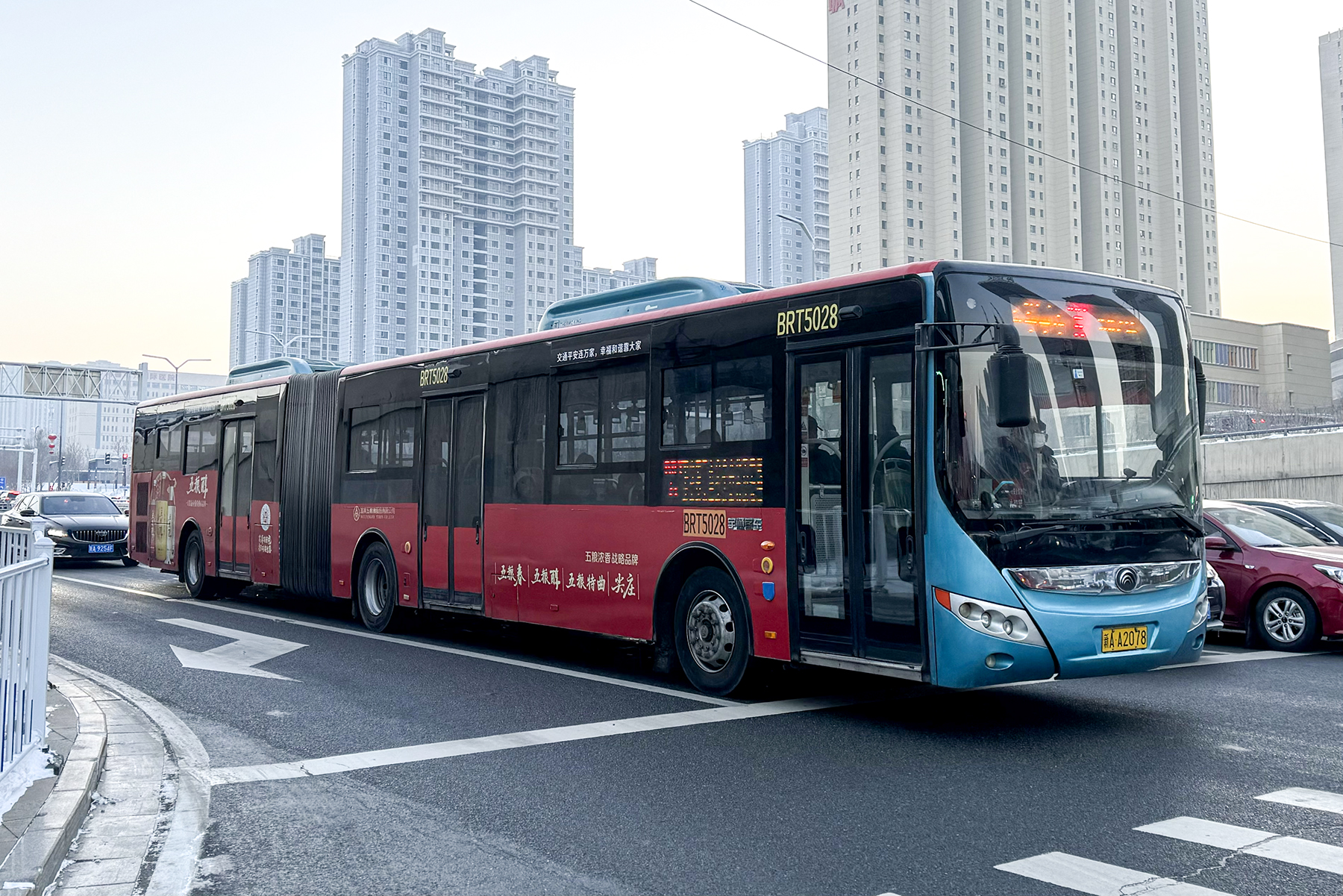
BRT5线用车

分为BRT5和BRT502两段，BRT5从乌鲁木齐站北广场始发经由荣盛五街、乌鲁木齐站南广场、高铁明珠、格林威治城、畅和苑、平川路、儿童村、克西街、金阳小区、西北路、军区总医院、三中、南湖西路、市政府、最后到达南湖东路，BRT502从南湖东路始发经由检查站、水区政府、第一济困医院、温泉疗养院、通讯团、岔路口、百商托斯卡纳、温泉康居苑、新疆师范大学、天山技术学院、清园路、轩和苑、最后到达榆树沟停车场（单向）。

### BRT6
从米东区轮台东路停车场始发经由122中学、中颐北路、中颐南路、米东区政府、园艺村、古牧地、碱沟西路、米东客运站、稻香南路、开源街、小水渠、轻工学院、永祥街、二钢、卡子湾、恒通街、五建、河北东路、红光山、东八家户最后到达北郊客运站。
共18.5千米，22站。

### BRT7
从四道岔始发经由104团中学、老君庙、良种站、156队、34中、环卫处、新兴街路口、劳动街、南湖小区、电信公司、移动公司、煤矿、宏怡花园、友好花园最后到达北郊客运站。共13千米，16站。
。

### BRT8
原BRT71路。从四道岔始发经由104团中学、老君庙、良种站、156队、34中、环卫处、红山、西大桥、教育学院、健康路最后到达人民广场。可在红山与BRT1、2号线实现不出站免费换乘。共10千米，12站。

### BRT9

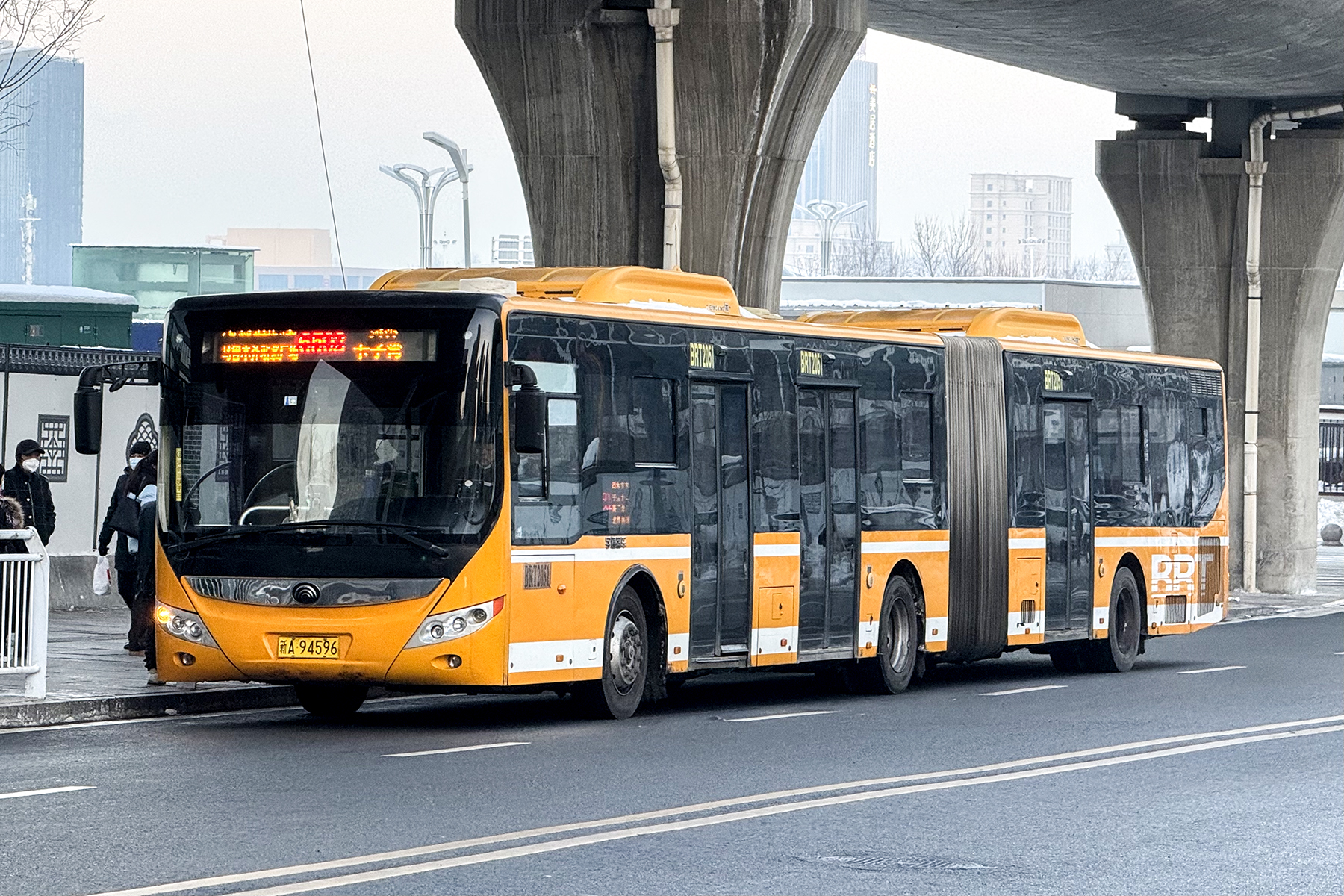
宇通ZK6180HGAA铰接客车运行于快速公交6502路（现BRT9）

原6502路。从乌鲁木齐站北广场始发经由泰山街东、嵩山街、卫星广场、北纬三路、二工、体育中心北、盛海路、上海大厦、创新广场、京疆路、嘉兴街、四平路北、东站路、卡子湾西最后到达卡子湾。可在二宫与BRT1，在卫星广场与BRT4号线实现不出站换乘。共14.5千米，16站。

### 快速公交6302路（快速公交公司运营的“常规公交”）
由BRT72改号并延伸。从银川路始发经由建设学院、王家梁、煤矿(BRT站点)、宏怡花园站(BRT站点)、友好花园(BRT站点)、友好花园三期、龙盛街、益民大厦、龙腾路、龙腾路北、会展纬一路、会展大道、卫东、友爱医院最后到达卡子湾，共12.4千米，16站。

### 快速公交5007路（快速公交公司运营的“常规公交”）
从乌鲁木齐站南广场始发经由锦绣四街、宝能城、万达广场、中泰化学、维泰大厦、峨眉山街、小绿谷、桃源派出所、大众汽车、六支队、白鸟湖新区、艺术学院新校区、金桥路、新疆工程学院最后到达望谷路，共16.3千米，16站。

## 票价
所有快速公交票价全程1元，电子钱包无优惠，成人月票无效。